# St. Francis (Minnesota)
St. Francis è una città degli Stati Uniti d'America, situata in Minnesota, nella Contea di Anoka.